# Майданська сільська рада (Тисменицький район)
| Майданська сільська рада — орган місцевого самоврядування у Тисменицькому районі Івано-Франківської області з адміністративним центром у с. Майдан. Водоймища на території, підпорядкованій даній раді: річка Луквиця. Сільській раді підпорядковані населені пункти: - с. Майдан — площа:26,6 км²; населення:1117 ос. - с. Нова Гута — площа:2,27 км²; населення:188 ос. |

## Склад ради
Рада складається з 18 депутатів та голови.

### Керівний склад ради
| ПІБ                     | Основні відомості                                            | Дата обрання | Дата звільнення |
| ----------------------- | ------------------------------------------------------------ | ------------ | --------------- |
| ВІрстюк Тарас Остапович | Сільський голова, 1945 року народження, освіта, безпартійний | 26.03.2006   | 31.10.2010      |

Примітка: таблиця складена за даними джерела